# Pandaclia, Bolgrad
Pandaclia (în bulgară Пандъкли, transliterat: Pandăkli, în ucraineană Оріхівка, transliterat: Orihivka) este un sat în comuna Cubei din raionul Bolgrad, regiunea Odesa, Ucraina. Are 2,426 locuitori, preponderent bulgari.
Satul este situat la o altitudine de 62 metri, în partea centrală a raionului Bolgrad. El se află la o distanță de 34 km nord-est de centrul raional Bolgrad. Prin această localitate trece drumul național Bolgrad-Cetatea Albă. Teritoriul acestei localități este traversat de râul Catalpugul Mare, care se varsă în Lacul Catalpug, în dreptul localității Șichirlichitai-Noi.
Până în anul 1947 satul a purtat denumirea oficială de Pandaclia (în ucraineană Пандаклія), în acel an el fiind redenumit Orîhîvka.

## Istoric
Prin Tratatul de pace de la București, semnat pe 16/28 mai 1812, între Imperiul Rus și Imperiul Otoman, la încheierea războiului ruso-turc din 1806 – 1812, Rusia a ocupat teritoriul de est al Moldovei dintre Prut și Nistru, pe care l-a alăturat Ținutului Hotin și Basarabiei/Bugeacului luate de la turci, denumind ansamblul Basarabia (în 1813) și transformându-l într-o gubernie împărțită în zece ținuturi (Hotin, Soroca, Bălți, Orhei, Lăpușna, Tighina, Cahul, Bolgrad, Chilia și Cetatea Albă, capitala guberniei fiind stabilită la Chișinău). 
După războiul ruso-turc, începând din anul 1812 s-au stabilit în sudul Basarabiei familii de imigranți bulgari din sudul Dunării, aceștia primind terenuri de la ocupanții ruși ai Basarabiei. În anul 1830, coloniștii bulgari din Rumelia au fondat satul Pandaclia.
În urma Tratatului de la Paris din 1856, care încheia Războiul Crimeii (1853-1856), Rusia a retrocedat Moldovei o fâșie de pământ din sud-vestul Basarabiei (cunoscută sub denumirea de Cahul, Bolgrad și Ismail). Satul Pandaclia s-a aflat pe teritoriul rămas Rusiei.
La sfârșitul secolului al XIX-lea, locuitorii din sat au fost membri activi ai propagandei revoluționare a Partidului Social-Democrat al Muncii din Rusia. În iunie 1906, în sat au fost distribuite publicații ale organizației PSDMR din Cetatea Albă, în care se instiga la răsturnarea guvernului țarist. În ianuarie 1918, activiștii bolșevici au preluat conducerea în sat.
După Unirea Basarabiei cu România la 27 martie 1918, satul Pandaclia a făcut parte din componența României, în Plasa Tașlâc (apoi din Plasa Ivăneștii noi) a județului Cetatea Albă. Pe atunci, majoritatea populației era formată din bulgari, existând și comunități mici de români și ruși. La recensământul din 1930, s-a constatat că din cei 4.365 locuitori din sat, 4.273 erau bulgari (97.89%), 31 ruși (0.71%), 29 români (0.66%), 9 ucraineni și 1 găgăuz. 
În perioada interbelică, satul s-a aflat în aria de interes a activiștilor bolșevici din URSS, aceștia distribuind clandestin țăranilor pliante și arme cu scopul de a pregăti o insurecție armată. În iunie 1918, locuitorii din Pandaclia nu au recunoscut Sfatul Țării din Basarabia și sub influența elementelor bolșevice rusești au stabilit o autoguvernare locală. În anii următori, au fost înființate în sat organizații clandestine, asociate cu comitetul revoluționar sovietic din Cubei. O parte dintre locuitori a participat la Răscoala de la Tatarbunar din 1924, organizată de bolșevicii din URSS. După înăbușirea răscoalei, au fost arestați instigatorii bolșevici ai revoltei și expulzați în URSS. În 1935, poliția a anchetat șapte săteni suspectați de implicare în desfășurarea propagandei comuniste. 
Ca urmare a Pactului Ribbentrop-Molotov (1939), Basarabia, Bucovina de Nord și Ținutul Herța au fost anexate de către URSS la 28 iunie 1940. După ce Basarabia a fost ocupată de sovietici, Stalin a dezmembrat-o în trei părți. Astfel, la 2 august 1940, a fost înființată RSS Moldovenească, iar părțile de sud (județele românești Cetatea Albă și Ismail) și de nord (județul Hotin) ale Basarabiei, precum și nordul Bucovinei și Ținutul Herța au fost alipite RSS Ucrainene. La 7 august 1940, a fost creată regiunea Ismail, formată din teritoriile aflate în sudul Basarabiei și care au fost alipite RSS Ucrainene .
În perioada 1941-1944, toate teritoriile anexate anterior de URSS au reintrat în componența României. Apoi, cele trei teritorii au fost reocupate de către URSS în anul 1944 și integrate în componența RSS Ucrainene, conform organizării teritoriale făcute de Stalin după anexarea din 1940, când Basarabia a fost ruptă în trei părți. 
În anul 1947, autoritățile sovietice au schimbat denumirea oficială a satului din cea de Pandaclia în cea de Orîhîvka. În anul 1954, Regiunea Ismail a fost desființată, iar localitățile componente au fost incluse în Regiunea Odesa.
Începând din anul 1991, satul Pandaclia face parte din raionul Bolgrad al regiunii Odesa din cadrul Ucrainei independente. În prezent, satul are 2.426 locuitori, preponderent bulgari.

## Economie
Locuitorii satului Pandaclia se ocupă în principal cu agricultura, aici existând teren arabil și podgorii. Se cultivă cereale și viță de vie și se cresc vite și oi. De asemenea, a fost înființată și o fabrică de cărămizi. 

## Personalități
- Alexandăr Malinov (1867-1938) - important om politic bulgar, prim-ministru al Bulgariei (1908-1911, 1918, 1931)

## Demografie
Componența lingvistică a comunei Pandaclia
     Bulgară (93,98%)
     Ucraineană (2,1%)
     Rusă (1,81%)
     Alte limbi (2,11%)
Conform recensământului din 2001, majoritatea populației comunei Pandaclia era vorbitoare de bulgară (93,98%), existând în minoritate și vorbitori de ucraineană (2,1%) și rusă (1,81%).
1930: 4.365 (recensământ)
2001: 2.426 (recensământ)

## Obiective turistice
- Monumentul victoriei poporului sovietic în Marele Război pentru Apărarea Patriei
- Monumentul lui Serghei Kirov